# Loin du Vietnam
Loin du Vietnam is een Franse documentaire uit 1967.

## Verhaal
Zeven regisseurs maken samen een documentaire over de Vietnamoorlog. De film is een aanklacht tegen de Amerikaanse inval in Noord-Vietnam.

## Rolverdeling
| Acteur              | Personage     |
| ------------------- | ------------- |
| Anne Bellec         |               |
| Karen Blanguernon   |               |
| Bernard Fresson     | Claude Ridder |
| Maurice Garrel      |               |
| Jean-Luc Godard     | Zichzelf      |
| Ho Chi Minh         | Zichzelf      |
| Valérie Mayoux      |               |
| Marie-France Mignal |               |
| Fidel Castro        | Zichzelf      |